# ロバート・コーベット (陸軍軍人)
サー・ロバート・ジョン・スワン・コーベット（英語: Sir Robert John Swan Corbett, KCVO, CB 1940年5月16日 - ）は、イギリス陸軍の軍人。最終階級は陸軍少将（Major General）。

## 略歴
シュルーズベリー校卒業後、1959年に近衛歩兵第4連隊に入隊し、任官される。1981年、同連隊第1大隊の指揮官となる。1984年、在フォークランド諸島イギリス軍参謀長、翌年1985年、第5空挺旅団長に就任。1987年、国防省の防衛計画部長（Director of Defence Programme）に任じられる。1990年に最後のイギリス軍ベルリン管区司令官を務めたあと、1991年に王室師団長兼ロンドン管区司令長官を務める。1994年に退役。
退役後は若者や教育に重点を置いた慈善団体ダルヴァートン・トラスト（Dulverton Trust）の幹事を務める。
家族は1966年に結婚したスーザン・マーガレット・アン（旧姓オコック）との間に息子三人。